# Macaca brunnescens
Macaca brunnescens  is een zoogdier uit de familie van de apen van de Oude Wereld (Cercopithecidae). De wetenschappelijke naam van de soort werd voor het eerst geldig gepubliceerd door Paul Matschie in 1901. De soort wordt door sommige auteurs als ondersoort van de grauwarmmakaak (Macaca ochreata) gerekend.

## Voorkomen
De soort komt voor op de Indonesisiche eilanden Muna en Buton.